# Dying Light: The Following
Dying Light: The Following — игровое дополнение для компьютерной игры Dying Light. Как и сама игра, дополнение было разработано польской студией Techland, издателем которой выступила Warner Bros. Interactive Entertainment на платформы Microsoft Windows, Linux, PlayStation 4 и Xbox One в 2016 году. Дополнение добавляет новых персонажей, новую сюжетную кампанию, новое оружие и новую механику геймплея. Издание игры Dying Light: The Following — Enhanced Edition включает в себя это расширение, оригинальную игру Dying Light, новый режим «Dying Light: Стая Бозака» и дополнительные уникальные предметы.

## Игровой процесс
Карта дополнения The Following, под названием Пригород, вдвое больше оригинальной карты Dying Light .
Геймплей схож с основной игрой, где инфицированные являются медленными в дневное время, и становятся агрессивными и быстрыми в ночное время. Карта в два раза больше, чем две предыдущие карты Dying Light: The Next. Игроки могут использовать элементы паркура, такие как восхождение уступами, подпрыгивание, скольжение, прыжки и зиплайн, перемещения между местами и убийство врагов. Одной из новых возможностей является управление багги. Игроки могут использовать его, чтобы быстро путешествовать по миру игры и уничтожать врагов. Расширение имеет свое собственное отдельное дерево навыков и оружие, в том числе шипы, огнеметы, УФ-свет, электрические клетки и другие улучшения, которые можно добавить в транспорт для увеличения его боевых возможностей. Эффективность багги зависит от влияния множества факторов, например, уровня подвески, двигателя и тормозов, а также рельефа окружающей местности. Игроки могут выбрать один из 40 различных вариантов окраски своего автомобиля. Как и любой транспорт, багги нуждается в постоянном контроле за уровнем топлива, которое можно найти в старых автомобилях и автобусах.
Игра включает в себя несколько новых видов оружия, среди которых арбалет и множество новых образцов огнестрельного оружия, таких как пистолеты-пулеметы и револьверы. Введен новый режим «Баунти», который разделяет миссии на три категории: «Базовые», «Ежедневные миссии», и «Сообщество». Миссии и цели, включенные в этот режим, меняются каждый день. Игроки получают очки опыта при их выполнении. Игра также имеет новый режим сложности под названием «Nightmare Mode», который расширяет продолжительность ночного времени, а также увеличивает силу и здоровье врагов. Каждое действие, проводимое в этом режиме истощает персонажа игрока. Игроки не обязаны завершать основную игру до начала расширения, однако изменения в способностях персонажа, которые игроки зарабатывают в The Following, можно перенести в основную игру. Как и начальная версия, расширение поддерживает режим кооперативного мультиплеера с четырьмя игроками. Асимметричный режим многопользовательский. Также присутствует и режим «Be The Zombie» (рус. «Я - зомби»).

## Сюжет

### Мир игры
Протагонист Кайл Крейн (Kyle Crane) узнает от человека, который остался в живых, о существовании группы сектантов, проживающих за пределами зараженного, карантинного города Харран, которые успешно контролируют вирус. В Башне заканчивается препарат Антизин (Antizin) и все усилия врача Камдена в поисках лечения все ещё неудачны. Именно поэтому Крейн решает пойти и исследовать наличие возможного иммунитета.
Крейн направляется в сельскую местность, где обнаруживает, что многие из оставшихся в живых, были привлечены к религиозному культу под названием Дети Солнца, они поклоняются Матери, которая, видимо и является источником их иммунитета к вирусу. Для того, чтобы заслужить доверие Культа и узнать больше об иммунитете, Крейн решает помогать тем, кто выжил. В конце концов, один из Безликих, высокопоставленных членов культа, приближается к Крейну и в частном порядке признает, что их иммунитет достигается с помощью специального эликсира, который они нашли, но, как и Aнтизин, он только подавляет инфекцию, а не лечит её полностью. Безликие также демонстрируют, что они работают над полным лечением, и обещают, что в обмен на помощь Крейна, они дадут ему лекарства для тех, кто остался в городе Харран.

### Три концовки
В игре существуют две основные и одна секретная концовка. В последней миссии Крейн пробирается в здание культа и слышит голос Матери в своей голове, передаваемый телепатией, рассказывающая о своем превращении и о судьбе города. После чего перед игроком встаёт выбор: совершить жертвоприношение или же убить Матерь.

#### Первая
Крейн находит Матерь, являющуюся разумным Прыгуном, и просит дать ему вакцину для своих друзей. Матерь пытается донести до Крейна, что то самое вещество ("лекарство"), ради которого старался Кайл, не является таковым: это неудачный эксперимент военных, и по факту - другой штамм харранского вируса, который "перебивает" собой оригинальный вирус; при попадании в организм даже небольшой дозы запускается очень медленный процесс обращения в зомби. При употреблении же большого количества вещества за раз человек заражается крайне быстро, что и случилось с Матерью. Та просит Кайла активировать "запасной план" военных - ядерную бомбу, - и уничтожить вирус, а вместе с ним и Харран со всеми выжившими в нём. Последний не верит Матери, отказывается помочь и просто требует свою часть сделки. Разъярённая Матерь насильно вливает Кайлу в рот целую пробирку с веществом, запуская очень быстрый процесс заражения. Кайл борется с Матерью и, наконец, убивает её, а потом забирает вакцины, после чего убегает из убежища на поверхность, постоянно теряя сознание. Главный персонаж пытается выйти на связь с Леной, но ничего не выходит. Выйдя за стены Харрана, он видит перед собой детскую площадку, на которой играют дети. Крейн смотрит на свои руки и понимает, что он обращается в мутанта (Хищник из режима «Я - зомби»). В конце издаётся звук хищника и воспроизводятся игровые титры.

#### Вторая
Матерь просит взорвать город с вирусом, чтобы остановить его распространение. Крейн и Матерь идут к ядерной бомбе, запускаемой кодом, состоящим из 8-ми чисел (25198603). После ввода кода запускается обратный отсчет, после которого город полностью уничтожается, а главный персонаж погибает.

#### Секретная
Чтобы воспроизвести данную концовку нужно найти три ключевых предмета:
1. Армейская карта активации
2. Ключ от армейского транспорта
3. Коды запуска

Армейская карта активации находится под трупом зараженного-военного, под водой, стекающей потоком с дамбы.
Ключ от армейского транспорта находится в ангаре у железнодорожного депо, под охраной "Левиафана".
Коды запуска ядерной бомбы находится на глубине моря недалеко от заправки Билала, это место обозначено на карте.
После сбора всех необходимых предметов нужно отправиться на шоссе и недалеко от военного поста находится мобильный армейский штаб, с помощью ключ-карт заходим внутрь, через компьютер активируем вторую ядерную бомбу, вводим коды запуска из 8-ми чисел (25198603), запускается обратный отсчет, и город, соответственно, уничтожается и Крейн погибает.
В отличие от второй концовки секретную можно воспроизвести в начале дополнения. В награду за секретную концовку мы получаем комплект одежды "Dying Light Team".

## Разработка
The Following был разработан Techland и издан Warner Bros. Interactive Entertainment . По словам ведущего дизайнера Мацея Бинковски (Maciej Binkowski), команда решила реализовать багги в The Following, а как они считали, это была «фантазия» в жанре зомби, и они упустили такую возможность при разработке базовой игры. Процесс реализации расширения был описан как «жесткий», поскольку они должны были обеспечить, чтобы новая система функционально работала с другими игровыми механиками, прежде всего с системой паркура. Команда разработчиков учла отзывы и предложения игроков по первому Dying Light и решила добавить самые востребованные функции, в частности новый сюжет и новое огнестрельное оружие . Новая кампания продолжается, по крайней мере, 10 часов, и сосредоточена вокруг темы «тайны». По словам Бинковски, развитие и расширение продолжалось после выхода первой игры, и многочисленные улучшения были внесены как в систему паркура и анимации, так и искусственного интеллекта и графики.
В мае 2015 Techland заявили, что приостановили разработку видеоигры Hellraid чтобы позволить студии выделить время и ресурсы для сосредоточения на развитии франшизы Dying Light. Techland интриговала появлением игры 23 июля 2015, что на неделю раньше официального объявления. Для того, чтобы продемонстрировать увеличение размаха и масштабов расширения, Techland, подняла цену на игру 25 ноября 2015. Несмотря на то, что игру можно было приобрести отдельно, её также включили в Dying Light: The Following — Enhanced Edition, содержащий The Following с основной игрой и всем её контентом загрузки. Игроки оригинальной игры имели возможность обновиться до Enhanced Edition бесплатно. Эта функция также была бесплатной для игроков, которые приобрели базовую игру из Season Pass (сезонный абонемент). Enhanced Edition появился 9 февраля 2016.

## Отзывы
| Сводный рейтинг       | Сводный рейтинг                                                                                  |
| Агрегатор             | Оценка                                                                                           |
| --------------------- | ------------------------------------------------------------------------------------------------ |
| GameRankings          | XONE: 85,70 % PS4: 79,94 % PC: 79,19 %                                                           |
| Metacritic            | PC: 79/100 PS4: 78/100 XONE: 86/100 PC (Enhanced Edition): 87/100 PS4 (Enhanced Edition): 86/100 |
| Иноязычные издания    |                                                                                                  |
| Издание               | Оценка                                                                                           |
| Destructoid           | 9/10                                                                                             |
| Edge                  | 6/10                                                                                             |
| Eurogamer             | 9/10                                                                                             |
| GameSpot              | 8/10                                                                                             |
| Hardcore Gamer        | [ 39 ]                                                                                           |
| IGN                   | 8,8/10 Enhanced Edition 8,5/10                                                                   |
| PC Gamer (US)         | 8/10                                                                                             |
| Push Square           | 8/10                                                                                             |
| USgamer               | 4/5                                                                                              |
| Русскоязычные издания |                                                                                                  |
| Издание               | Оценка                                                                                           |
| StopGame.ru           | «Изумительно»                                                                                    |
| «Игромания»           | 7/10                                                                                             |
| «Игры Mail.ru»        | 7/10                                                                                             |
| «НИМ»                 | 8,2/10                                                                                           |

Dying Light: The Following получила в целом положительные отзывы критиков.
Кевин Дансмор в рецензии для Hardcore Gamer отметил, что The Following расширяет игру гораздо сильнее, чем это делают дополнения в других играх; оно дает в распоряжение игрока и красивейшую новую область мира для исследования, интригующее повествование и новые геймплейные механики; с его точки зрения, у дополнения есть свои странности и утомительные моменты, но они не портят общей картины. Рецензент GameSpot Скотт Баттерворт охарактеризовал дополнение с его переходом от города с тесными улочками к открытой сельской местности как неожиданное, но хорошо работающее: оно отличается от основной игры, но остается с ней на одной волне.
Обозреватель Gametech Михаил Шкредов посчитал заезды на багги хорошей заменой отошедшему на второй план паркуру — с его точки зрения, управление машиной в The Following реализовано отлично, кампания «с забавными и жестокими ситуациями» увлекательна, и дополнение могло бы стать «крепким сиквелом», будь в нём больше изменений в том, что касается противников и «пешей части». Недостатками он посчитал ряд раздражающих поездок с места на место и непродуманную систему возрождения.